# Colonești (Bacău)
Coloneşti é uma comuna romena localizada no distrito de Bacău, na região de Moldávia. A comuna possui uma área de 44.68 km² e sua população era de 2229 habitantes segundo o censo de 2007.